# Stará Dubá
Stará Dubá je zřícenina hradu na levém břehu Sázavy asi 2,5 km severně od Přestavlk u Čerčan v okrese Benešov. Pozůstatky hradu jsou chráněny jako kulturní památka.
Stará Dubá byla spolu s jihočeskými Příběnicemi jedinými hrady, které se mohly svou velikostí a výstavností vyrovnat menším královským hradům s obvodovou zástavbou, a dokládá tak výjimečné možnosti nejvýznamnějších šlechticů své doby.

## Historie
První písemná zmínka o hradu je z roku 1282, kdy se po něm psal Ondřej z Dubé z rozrodu Benešoviců. Rodu pánů z Dubé hrad patřil až do počátku patnáctého století, kdy ho získal Jan Zúl z Ostředka, který podnikal loupeživé výpady do okolí, a proto byl hrad roku 1404 dobyt zemskou hotovostí. Potom na hradě sídlil Vaněk z Dubé a po jeho smrti patřil Markétě z Rychemburka, která však žila v městském domě v podhradním městečku, takže samotný hrad byl zřejmě ve špatném stavu. Ve čtyřicátých letech patnáctého století hrad získal Bohuš Kostka z Postupic. Podle jedné verze v roce 1466 hrad oblehlo, dobylo a zbořilo vojsko krále Jiřího z Poděbrad. Protože však Bohuš Kostka z Postupic byl straník krále Jiřího, je pravděpodobnější, že hrad dobylo vojsko Zdeňka Konopišťského, potažmo jednoty Zelenohorské.[zdroj⁠?!]

## Stavební podoba

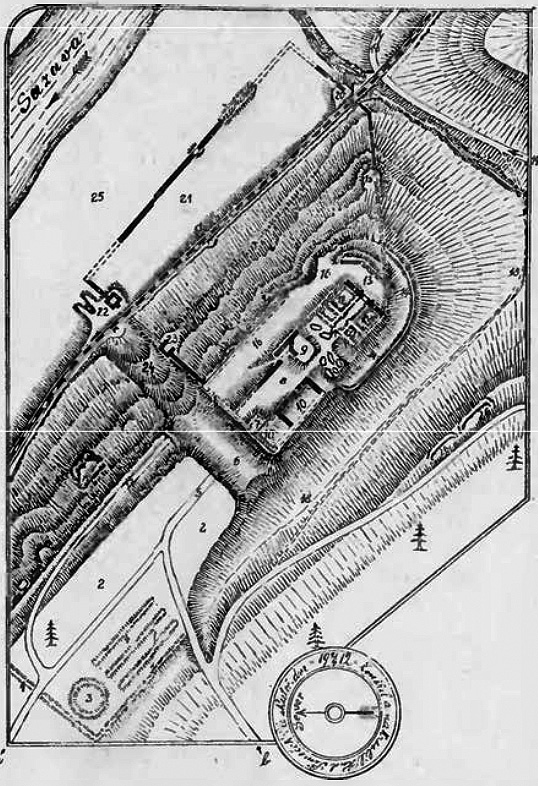
Plán hradu a podhradí: (1) dvoje cesty po výšině k brance i ve hradbě zavírající předhradí (2), (3) buď věžiště neb mlýniště, (4) náspy, (5) jediná cesta k hradu přes (6) přikop a k (7) bráně k vlastnímu hradu. V něm je (9) místo kaple, (10) přední, (11,12) zadní stavení (palác), za nim (13) parkán, (14) příkop. S městečkem spojuje hrad (15) hradba a v tu stranu je (16) široký parkán, z něhož jde (17) cesta do předhradí (z branky snad jen pro pěší), (18) pěšina od (19) cesty. V podhradí je (20) snad věžiště, (21) místo Odrance, (22) brána k němu ještě stojící, (23) věž k zesílení hradby, (24) příkop po stráni dolů, (25) prázdné místo před podhradím, (26) základy nějakého opevnění při cestě.

Hrad byl založen na ostrožně nad Sázavou. Pod ní se nacházelo podhradní městečko Odranec, jehož částečně dochované opevnění navazovalo na vlastní hrad, který proto neměl klasické předhradí. Podrobnějšímu poznání podoby hradu brání skutečnost, že se jedná o zavřený hrad, tzn. jeho zadní část je částečně zasypaná zříceným zdivem velké věže. Terénní úroveň zříceniny je tedy výrazně výše než tomu bylo ve středověku. Za příkopem, který hrad odděloval od zbytku ostrožny, se nacházelo malé nádvoří a jeho opevnění pokračovalo jako parkán kolem zadní části hradu. Na druhém nádvoří se nacházela velká budova, která je zavalena troskami až do úrovně podstřešního patra. Nádvoří uzavírají trosky věže, za kterou se nacházelo vlastní obytné jádro tvořené čtyřmi křídly okolo malého obdélného nádvoří.
Na ploše před hradem se dochovalo opevnění obléhacího tábora s velitelským stanovištěm a na okraji plošiny jihozápadně od hradu také palebné postavení děl, která svou palbou zničila přilehlou stranu hradu.

## Přístup
Zřícenina je přístupná po žlutě značené turistické trase z Hvězdonic do Čerčan.